# Protéine S
Ne doit pas être confondu avec la protéine S des coronavirus aussi appelée Péplomère
La protéine S est une protéine plasmatique anticoagulante, importante dans la balance hémostatique par son action de cofacteur de la protéine C, laquelle inactive les facteurs V et VIII activés 
Elle est synthétisée par le foie, vitamine K dépendante, et joue aussi un rôle dans l'apoptose.
Son nom est dû à la ville où elle a été découverte : Seattle, dont elle a pris l'initiale.

## Pathologies associées
Un déficit en protéine S provoque un état d'hypercoagulabilité. 